# Augustus Matthiessen
Augustus Matthiessen (ur. 2 stycznia 1831 w Londynie, zm. 6 października 1870 tamże) – brytyjski chemik.
Początkowo pracował na farmie, później zainteresował się chemią i podjął studia na Uniwersytecie w Gießen. W latach 1853–1857 pracował w laboratorium Bunsena na Uniwersytecie w Heidelbergu, wytwarzając lit, stront, magnez, wapń i elektrolity ich stopionych soli (wydzielił elektrolitycznie czysty wapń), później wrócił do Londynu, gdzie przez kilka miesięcy pracował w Royal College of Chemistry, następnie pracował w laboratorium w swoim domu. Prowadził badania nad narkotyną i podobnymi alkaloidami opium. W 1861 został wybrany do Royal Society, 1862-1868 prowadził wykłady z chemii w t. Mary’s Hospital Medical School, jednocześnie 1862-1865 pracował w British Association Committee on the Standards of Electrical Resistance. W 1870 popełnił samobójstwo.